# Martín Pérez (beisbolista)
Martín Pérez Jiménez (Guanare, 4 de abril de 1991) es un beisbolista venezolano de béisbol profesional que actualmente juega para Chicago White sox en las Grandes Ligas. Anteriormente jugó con los San Diego Padres, Texas Rangers, Minnesota Twins, Boston Red Sox y Pittsburgh Pirates. Se desempeña principalmente como lanzador abridor, y fue considerado el prospecto #17 por Baseball America en 2010.

## Carrera profesional

### Texas Rangers
Los Rangers de Texas firmaron a Pérez en 2007 por 580.000 dólares como un agente libre no seleccionado en el draft. En su temporada a nivel de novatos con Spokane, Pérez realizó 15 aperturas cortas obteniendo marca de 1-2 con promedio de carreras limpias (efectividad) de 3.65.

#### 2012
El 26 de junio de 2012, Pérez fue llamado por los Rangers, y debutó el siguiente día frente a los Tigres de Detroit, permitiendo dos hits y cuatro carreras, además de ponchar a un bateador en dos tercios de entrada de labor.
El 30 de junio Pérez realizó su primera apertura en Grandes Ligas, lanzando 5 1⁄3 entradas y ponchando a cinco bateadores, mientras que permitió dos carreras en una victoria 7-2 sobre los Atléticos de Oakland.
El 2 de agosto fue asignado a los Round Rock Express de Clase AAA para darle un espacio en la plantilla a Ryan Dempster.

#### 2013
En 2013 Pérez compitió en los entrenamientos primaverales por el quinto cupo en la rotación abridora de los Rangers, un puesto que finalmente terminó a manos de Nick Tepesch, debido a que el 3 de marzo frente a los Marineros de Seattle una línea bateada por Brad Miller golpeó el antebrazo de Pérez y lo rompió. Después de realizar cuatro aperuras de rehabilitación (2 con los Frisco RoughRiders y 2 con los Round Rock Express), Pérez fue llamado por los Rangers para abrir un juego el 27 de mayo en una doble tanda frente a los Diamondbacks de Arizona. En su debut de la temporada, lanzó 5 1⁄3 entraas, permitiendo cuatro carreras (tres de ellas limpias) y nueve hits mientras que ponchó a dos bateadores. Al culminar el juego, fue bajado a Round Rock, donde realizó cuatro aperturas antes de ser llamado nuevamente para ocupar el lugar de Josh Lindblom en la rotación abridora. Lanzó su primer juego completo el 11 de agosto frente a los Astros de Houston. En 20 aperturas con los Rangers, obtuvo marca de 10-6 con 3.62 de efectividad, ponchando 84 bateadores en 124 1⁄3 entradas lanzadas.
El 7 de noviembre de 2013, Pérez firmó un contrato de cuatro años y 12,5 millones de dólares con los Rangers, el cual contempla tres opciones del club, manteniéndolo bajo control del club hasta 2010. Pérez recibirá una bonificación de un millón de dólares, y ganará 750.000 dólares en 2014, un millón en 2015, 2,9 millones en 2016 y 4,4 millones en 2017. La opción para el 2018 tiene un valor de 6 millones y una opción de compra de 2,45 millones. La opción para 2019 es de 7,5 millones y 750.000 de compra, mientras que la opción del 2020 vale 9 millones con opción de compra de 750,000 dólares.

#### 2014
El 13 de abril de 2014, Pérez lanzó nueve entradas en blanco ante los Atléticos para asegurar su segundo juego completo en blanco consecutivo.
Luego de varias aperturas inefectivas después de las blanqueadas, Pérez fue colocado en la lista de lesionados debido a una inflamación en su codo izquierdo. El 19 de mayo, Pérez se sometió a la cirugía Tommy John para reparar un ligamento colateral ulnar en dicho codo, lo que lo mantuvo inactivo por el resto de la temporada.

#### 2015
Pérez inició la temporada 2015 en la lista de lesionados de 60 días para continuar con su recuperación de la cirugía Tommy John. Fue activado por los Rangers el 13 de julio de 2015 luego de rehabilitarse en las ligas menores.

#### 2016
En la temporada 2016, Pérez realizó 33 aperturas, donde registró marca de 10-11 con 4.39 de efectividad y 103 ponches en 198 2⁄3 entradas lanzadas.

#### 2017
En la temporada 2017, Pérez realizó 32 aperturas, donde registró marca de 13-12 con 4.82 de efectividad y 115 ponches en 185 entradas de labor.

#### 2018
El 30 de abril de 2018, Pérez fue colocado en la lista de lesionados por molestias en el codo derecho. Fue activado el 14 de julio, reemplazando a Alex Claudio, quien fue colocado en la lista de lesionados. En 2018, registró marca de 2-7 con una efectividad de 6.22.

### Minnesota Twins
El 30 de enero de 2019, Pérez firmó un contrato por un año con los Mellizos de Minnesota. Se esperaba que compitiera por el quinto lugar en la rotación inicial.
Durante la temporada 2019, hizo 32 apariciones con 29 aperturas, con un WHIP de 1.52, el más alto en las Grandes Ligas. Compiló un récord de 10-7 en 165 1⁄3 entradas lanzadas. Después de la temporada, se convirtió en agente libre.

### Boston Red Sox
El 19 de diciembre de 2019, Pérez firmó un contrato por un año con los Medias Rojas de Boston; el contrato también incluía una opción de equipo para la temporada 2021. En general con los Medias Rojas de 2020, Pérez apareció en 12 juegos (todos como aperturas), compilando un récord de 3-5 con efectividad de 4.50 y 46 ponches en 62 entradas lanzadas. Lideró la Liga Americana en boletos por cada nueve entradas lanzadas, con 4.1, y en la proporción más baja de ponches/boletos, con 1.64.  El 1 de noviembre, los Medias Rojas se negaron a ejercer su opción de $6,85 millones por Pérez para la temporada 2021, pagándole una diferencia de $500,000 y convirtiéndolo en agente libre.

## Estilo de lanzar
Pérez se caracteriza por una recta de cuatro costuras que lanza a 92 millas por hora (mph), una curva quebrada y un cambio de velocidad. La velocidad de sus lanzamientos no son propios de un lanzador de poder, pero poseen buen movimiento. La velocidad de su recta ha incrementado desde que fue firmado. Debido a su baja estatura (6`0`` pies y 165 libras), Pérez fue considerado como un lanzador de control incluso llegando a lanzar rectas consistentemente por encima de 90 mph. Jason Parks de Baseball Time de Arlington lo considera como un cruce entre Johan Santana y Greg Maddux.